# Puchar Świata w skokach narciarskich w Prémanon
Puchar Świata w skokach narciarskich w Prémanon – zawody w skokach narciarskich, przeprowadzane w ramach Pucharu Świata kobiet w skokach narciarskich, począwszy od sezonu 2018/2019. Zawody są rozgrywane na skoczni normalnej Les Tuffes.

## Podium poszczególnych konkursów PŚ w Prémanon
| Lp | Data            | Sezon     | HS    | Uwagi | 1. miejsce        | 2. miejsce     | 3. miejsce     |
| -- | --------------- | --------- | ----- | ----- | ----------------- | -------------- | -------------- |
| 1. | 15 grudnia 2018 | 2018/2019 | HS-90 | –     | Katharina Althaus | Sara Takanashi | Ema Klinec     |
| 2. | 16 grudnia 2018 | 2018/2019 | HS-90 | –     | Katharina Althaus | Maren Lundby   | Sara Takanashi |

### Najwięcej razy na podium
| Msc. | Zawodnik          | Zwycięstwa | 2. miejsca | 3. miejsca | Łącznie |
| ---- | ----------------- | ---------- | ---------- | ---------- | ------- |
| 1.   | Katharina Althaus | 2          | 0          | 0          | 2       |
| 2.   | Sara Takanashi    | 0          | 1          | 1          | 2       |
| 3.   | Maren Lundby      | 0          | 1          | 0          | 1       |
| 4.   | Ema Klinec        | 0          | 0          | 1          | 1       |

### Najwięcej razy na podium według państw
| Msc. | Państwo  | Zwycięstwa | 2. miejsca | 3. miejsca | Łącznie |
| ---- | -------- | ---------- | ---------- | ---------- | ------- |
| 1.   | Niemcy   | 2          | 0          | 0          | 2       |
| 2.   | Japonia  | 0          | 1          | 1          | 2       |
| 3.   | Norwegia | 0          | 1          | 0          | 1       |
| 4.   | Słowenia | 0          | 0          | 1          | 1       |